# Laniarius sublacteus
Laniarius sublacteus là một loài chim trong họ Malaconotidae.